# Bank Spółdzielczy w Podegrodziu
Bank Spółdzielczy w Podegrodziu – bank spółdzielczy z siedzibą w Podegrodziu, powiecie nowosądeckim, województwie małopolskim, w Polsce. Bank zrzeszony jest w Grupie Banku Polskiej Spółdzielczości S.A.

## Historia
W 1901 powstała Spółka Oszczędności i Pożyczek w Podegrodziu. Rad przy jej zakładaniu udzielał sam Franciszek Stefczyk. W 1924 zmieniono nazwę na Kasa Stefczyka w Podegrodziu. Od 1950 instytucja posługiwała się nazwą Gminna Kasa Spółdzielcza w Podegrodziu, a od 1961 funkcjonowała jako Spółdzielnia Oszczędnościowo-Pożyczkowa w Podegrodziu. W 1968 oddano do użytku siedzibę spółdzielni. W późniejszych latach przyjęto obecną nazwę.

## Władze
W skład zarządu banku wchodzą:
- prezes zarządu
- 2 członków zarządu.

Czynności nadzoru banku sprawuje 7-osobowa rada nadzorcza.

## Placówki
- centrala w Podegrodziu
- punkty obsługi klienta:
  - Brzezna
  - Olszana.